# Pi (miejscowość)
Pi – miejscowość w Hiszpanii, w Katalonii, w prowincji Lleida, w comarce Baixa Cerdanya, w gminie Bellver de Cerdanya.
Według danych INE z 2005 r. miejscowość zamieszkiwały 84 osoby, a w 2006 - 96 osób.